# Nicéphore (fils d'Artabasde)
Nicéphore fut co-empereur byzantin avec son père de 741
à 743. Il fut couronné après que son père, Artabasde a usurpé le thrône de l'empereur Constantin V. Constantin reprit le pouvoir le 2 novembre 743, et Nicéphore, Artabasde et Nicétas furent aveuglés et enfermés en couvant dans l'église de Chora.
Nicéphore fut nommé stratège de Thrace par son père Artabasde peu après avoir usurpé le trône de l'empereur byzantin Constantin V, vers juin ou juillet 741.  Il fut élevé au rang de co-empereur junior à un moment donné en 741.  
Après que Constantin eut vaincu Artabasde le 2 novembre 743, il fit humilier Artabasde, Nicéphore et Nicétas dans l'hippodrome de Constantinople avant de les aveugler et de les confiner dans l'église de Chora.  